# Hyphessobrycon vilmae
Hyphessobrycon vilmae é uma espécie de peixe da família dos Caracídeos e da ordem dos caraciformes. Os machos podem alcançar 2,9 cm de comprimento. Vivem em áreas de clima tropical, entre 22°C e 26°C de temperatura. São encontrados na América do Sul, na bacia do rio Tapajós, no Brasil.